# Obrost zmienny

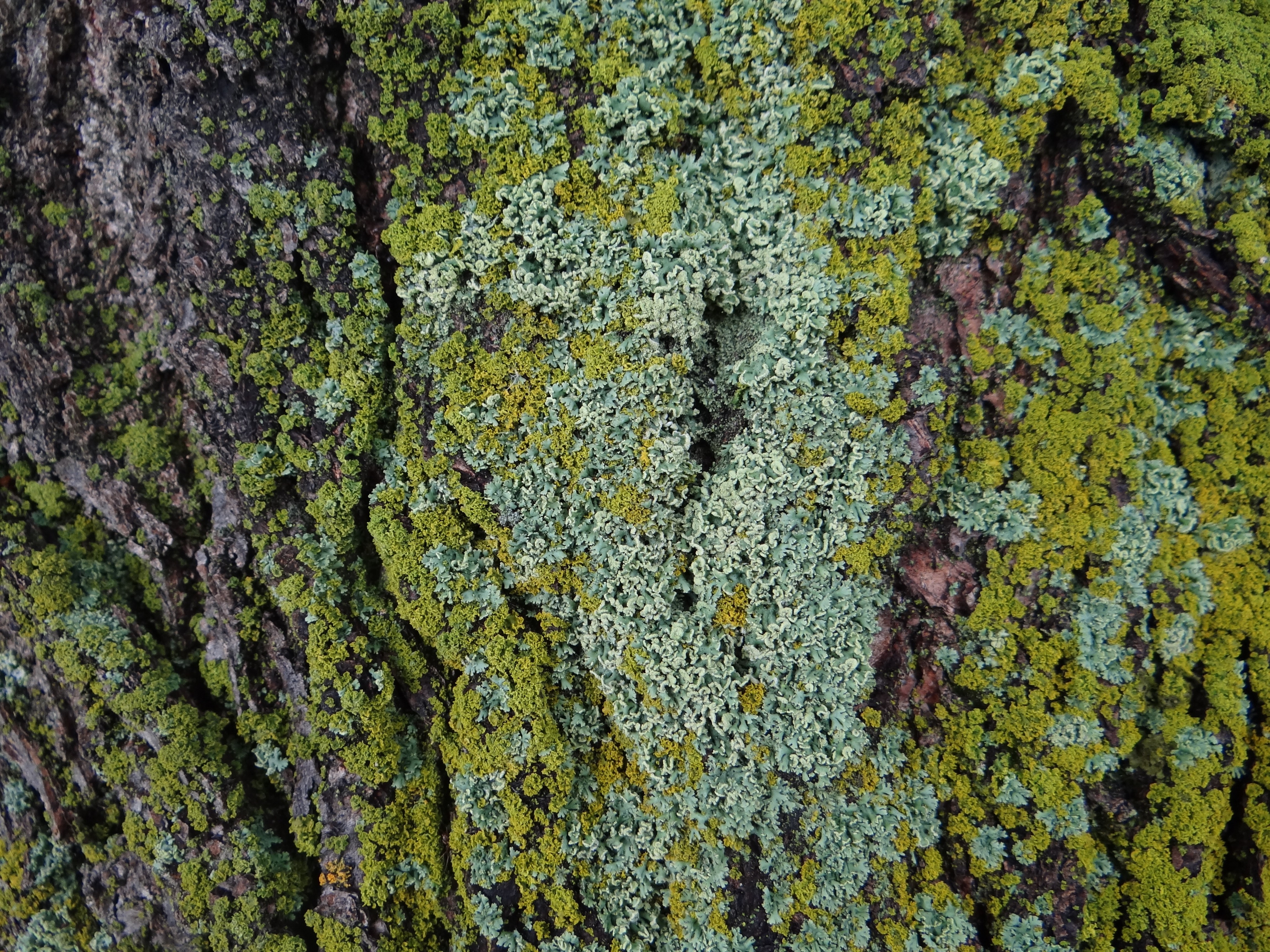
Obrost zmienny i złotorost postrzępiony na korze lipy

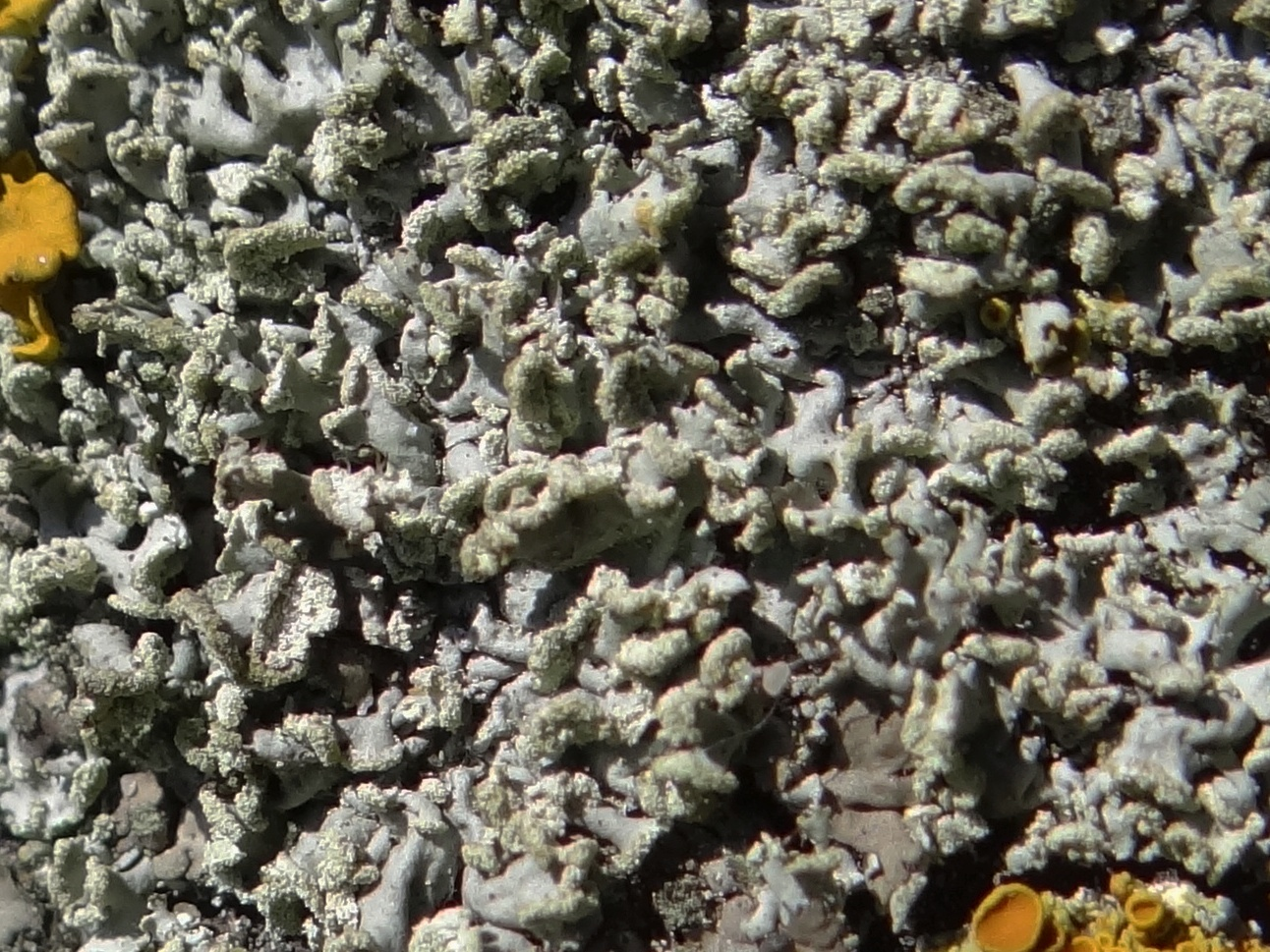

Obrost zmienny (Physcia dubia (Hoffm.) Lettau – gatunek grzybów z rodziny obrostowatych (Physciaceae). Ze względu na współżycie z glonami zaliczany jest do porostów.  

## Systematyka i nazewnictwo
Pozycja w klasyfikacji według Index Fungorum: Physcia, Physciaceae, Caliciales, Lecanoromycetidae, Lecanoromycetes, Pezizomycotina, Ascomycota, Fungi.
Po raz pierwszy gatunek ten opisany został w 1796 przez G. F. Hoffmanna jako Lobaria duba. Do rodzaju Physcia przeniósł go G. Lettau w 1912 r. i nazwa nadana przez tegoż autora jest obecnie według Index Fungorum prawidłowa. 
Niektóre synonimy nazwy naukowej:

- Lobaria dubia Hoffm. 1796
- Parmelia dubia (Hoffm.) Röhl. 1813
- Physcia caesia var. dubia (Hoffm.) Th. Fr. 1871
- Physcia caesia var. teretiuscula (Ach.) Nyl. 1861
- Physcia teretiuscula (Ach.) Lynge 1916
- Placodium dubium (Hoffm.) Frege 1812

Nazwa polska według W. Fałtynowicza. 

## Morfologia
Plecha listkowata, tworząca rozetki o średnicy 2–4 cm. Zawiera glony protokokkoidalne. Zazwyczaj plechy występują licznie obok siebie, tworząc murawkowate skupiska. Górna powierzchnia plechy ma barwę białawą lub szarawą. Plecha do podłoża przylega, lub odstaje na końcach. Jest głęboko wcinana, jej odcinki są płaskie lub nieco wypukłe i mają szerokość do 1,2 mm. Końce odcinków są wachlarzowato poszerzone i nie posiadają rzęsek, występują na nich natomiast soralia, ale bez izydiów. Dolna strona plechy ma barwę białawą lub białocielistą, miejscami (rzadko) występują na niej jasne lub brunatnawe chwytniki. 
Reakcje barwne: kora górna K+ żółty, C–, KC–, P+ żółte; rdzeń K, C, KC–, P–. 
Soralia znajdują się na końcach odcinków plechy, są płaskie, wargowe, często językowato wywinięte  i mają barwę od białej do szarawej. Apotecja spotyka się bardzo rzadko. Mają średnicę do 2 mm, czerwonobrunatne i zazwyczaj białawo przyprószone tarczki i gładkie lub nieco karbowane brzeżki. W jednym worku powstaje po 8 dwukomórkowych, brunatnych askospor o zgrubiałych ścianach. Mają rozmiar 16–24(–28) × 6–10 μm. Pyknidia są rzadkie, cylindryczne konidiospory mają rozmiary 4–6 × 1 um.

## Występowanie i siedlisko
Gatunek kosmopolityczny, występujący na wszystkich kontynentach łącznie z Antarktydą, także na wielu wyspach, m.in. na Grenlandii. W Polsce pospolity w całym kraju. Główne siedlisko jego występowania to  kora drzew liściastych, szczególnie poza zwartymi kompleksami leśnymi (w miejscach bardziej słonecznych). Rzadko spotykany jest na drewnie i na skalnym podłożu. 

## Gatunki podobne
Podobny morfologicznie jest obrost drobny (Physcia tenella) i obrost wzniesiony (Physcia adscendens), jednak łatwo je odróżnić, gdyż na brzegach plechy posiadają długie rzęski, których brak u obrostu zmiennego.